# Jatirogo
Jatirogo is een bestuurslaag in het regentschap Demak van de provincie Midden-Java, Indonesië. Jatirogo telt 3771 inwoners (volkstelling 2010).